# Olympische Sommerspiele 1936/Teilnehmer (Bolivien)
| Gelbes Symbol für Goldmedaillen mit stilisierten Olympischen Ringen | Graues Symbol für Silbermedaillen mit stilisierten Olympischen Ringen | Braundes Symbol für Bronzemedaillen mit stilisierten Olympischen Ringen |
| ------------------------------------------------------------------- | --------------------------------------------------------------------- | ----------------------------------------------------------------------- |
| —                                                                   | —                                                                     | —                                                                       |

Bolivien nahm an den XI. Olympischen Sommerspielen 1936 in Berlin mit einer Delegation von einem Athleten teil. Es war die erste Teilnahme des Landes bei Olympischen Sommerspielen.
| Sportart  | Sportler       | Disziplin      | Platz | Bemerkung                |
| --------- | -------------- | -------------- | ----- | ------------------------ |
| Schwimmen | Alberto Conrad | 100 m Freistil | -     | Ausgeschieden im Vorlauf |